# 王安庞
王安庞（1958年5月—），山西省长子县人，汉族，中华人民共和国政治人物、第十二届全国人民代表大会山西地区代表。

## 生平
1978年3月，王安庞加入中国人民解放军、中国共产党。他在中央警卫师服役，历任战士、副分队长、分队长。1980年12月，王安庞退伍，到晋西机器厂工作，在劳资科担任调配员。期间，他自1983年9月至1986年7月在山西广播电视大学工业企业经营管理专业专科班学习。
1987年12月，王安庞调入中共太原市委政研室经济处工作，开始从政，先后任干事、副主任科员。1988年12月，他调入中共太原市委办公厅，担任秘书。1989年9月，他升为副处级秘书。1991年6月，他升为正处级秘书。
2008年2月担任山西运城市市长，2013年2月任中共朔州市委书记。2013年，被选为全国人大代表。2014年4月王安庞当选朔州市人大常委会主任。
2017年，不再担任中共朔州市委书记，2018年2月1日，山西省第十三届人民代表大会常务委员会第一次会议任命王安庞为山西省人大常委会民族宗教侨务外事工作委员会主任。2021年6月，正式退休。
2022年5月，因涉嫌严重违纪违法，接受山西省纪委监委纪律审查和监察调查。